# Rhododendron labolengense
Rhododendron labolengense är en ljungväxtart som beskrevs av Ren Chang Ching och H.P. Yang. Rhododendron labolengense ingår i släktet rododendron, och familjen ljungväxter. Inga underarter finns listade i Catalogue of Life.